# Désenclavement du Chablais
 (août 2016).
Si vous disposez d'ouvrages ou d'articles de référence ou si vous connaissez des sites web de qualité traitant du thème abordé ici, merci de compléter l'article en donnant les références utiles à sa vérifiabilité et en les liant à la section « Notes et références ».
Le désenclavement du Chablais français constitue un projet d'aménagement du territoire développé depuis 1999 par les collectivités territoriales, l'État, et par des acteurs privés depuis 2013.

## Contexte
À la fin du xxe siècle, du fait de l'attractivité de la région, le Chablais français voit se poser un nouveau problème : celui des infrastructures de transport. Outre sa position excentrée en Haute-Savoie, tendant à le marginaliser, le Chablais n'a que trois grandes voies d'accès : deux routes départementales à l'ouest (l'ancienne RN 5 devenue RD 1005 par Douvaine en provenance de Genève et Annecy et la RD 203 par Bons-en-Chablais) et une autre à l'est (prolongement de la RD 1005 par Évian), depuis le canton suisse du Valais. Les anciens cadastres nommaient l'ancienne N5 « route nationale de Paris à Genève et en Italie (par le col du Grand Saint Bernard) ». Le désenclavement devient alors un thème récurrent dans les médias locaux et dans les discussions. 

## Histoire
Un premier projet de doublement de la N 5, qui deviendra la RD 1005, par le nord de Douvaine, fut élaboré par le conseil général de la Haute Savoie en 1975, et capota à la suite de l'opposition d'une commune. Mais deux parties furent réalisées : les tronçon de Machilly jusqu'au lieu-dit Tholomaz, sur la commune de Loisin, et le tronçon de Sciez-Bonnatrait jusqu'à l'entrée du contournement de Thonon. Un deuxième projet, l'autoroute A400, datant des années 1980, a été déclaré d'utilité publique en 1995, déclaration annulée par le Conseil d’État en 1997, à la suite des pressions écologiques et par la faiblesse du dossier ; les causes de l'annulation furent le manque de véhicules en moyenne par heure, jour et mois, la distance trop courte entre Annemasse et Thonon-les-Bains, et surtout la sortie de cette autoroute sur une route départementale, le contournement de Thonon-les-Bains en route à chaussées séparées n'existant alors pas.
Les années 2000 voient les choses évoluer. Les nouveaux arrivants étant toujours plus nombreux (entre 1 500 et 2 000 personnes par an), l'État et les collectivités locales se décident à agir. Un premier pas est fait avec le contournement de Thonon-les-Bains, achevé en juin 2008. Un second pas est fait en 2014 avec le prolongement de la voie à chaussées séparées entre Machilly et le carrefour des Chasseurs. La suite du projet prévoit la création d'une voie rapide à péage de Machilly jusqu'au contournement de Thonon en passant par Perrignier, l'A412.

## Premier projet: l'amélioration de l'offre des transports en commun
- ligne du Tonkin

## Second projet: l'axe routier A40 -Thonon-les-bains

### Liaison Machilly -Thonon-les-bains

#### Présentation et histoire de l'aménagement
La « Liaison carrefour des chasseurs – contournement de Thonon-les-Bains » constitue le projet de désenclavement du Chablais le plus ambitieux jamais réalisé, concernant les communes de Thonon-les-Bains, Anthy-sur-Léman, Cranves-Sales, Juvigny, Saint-Cergues, Machilly, Loisin, Ballaison, Bons-en-Chablais, Brenthonne, Fessy, Lully, Perrignier, Allinges, et Margencel.
Il s’agit concrètement de la construction d’une liaison routière entre Annemasse (Carrefour des chasseurs) et le Contournement de Thonon-les-Bains. Ce projet comprend quatre phases principales d’aménagement : la construction d’une 2x2 voies entre le carrefour des Chasseurs (Annemasse) et l’échangeur des Framboises (Machilly), la création et la mise aux normes de bandes d’arrêt d’urgence sur la déviation de Machilly existante, puis surtout la création d’une nouvelle voie entre Machilly et Thonon-les-Bains d’environ 16,5 km, puis en dernier lieu un raccordement au contournement de Thonon-les-Bains. À cette heure, seule la première des quatre phases du projet (construction d’une 2x2 voies entre Annemasse et Machilly) a été achevé, le 24 novembre 2014. 
Le projet est né dans l’optique du programme de désenclavement du Chablais français, dont l’approbation ministérielle date du 7 juillet 1999. Ce projet constitue la troisième et dernière phase du programme de désenclavement du Chablais, précédé par les réalisations déjà achevées de la création du contournement d’Annemasse par la liaison de l’autoroute A40 et du Carrefour des chasseurs (achevé en 2014) et la création du Contournement de Thonon-les-Bains (achevé en 2008).
Ce projet-ci est né en 2003. Après la réalisation d’une enquête préalable à la DUP (Déclaration d’Utilité Publique), sa publication dans la presse nationale et locale, et une consultation inter-administrative, il s’est vu recevoir sa DUT par le Ministre de l’écologie, du développement et de l’aménagement durables Dominique de Villepin le 17 juillet 2006. 	
Seulement, en 2010, l’État annonce en raison des contraintes économiques sa non-participation au financement du projet, bien qu’ayant émis un dossier d’engagement de trente-quatre pages en octobre 2007. La suite du projet est donc mise entre parenthèses jusqu’en 2014, où l’État décide de recourir à la mise en concession de la suite du projet, qui devient en partie privé, et prend le statut de « liaison autoroutière concédée ». 
Or, la DUP de 2006 n’ayant pas prévu l’existence de péages, celle-ci, qui avait demandé plusieurs années de démarches et de travaux jusqu’à son obtention, est annulée. L’ensemble du projet se voit donc réorganisé et largement retardé : la mise en service n’est pas prévue avant fin 2023, avec des études préalables et une concertation, une enquête publique et une procédure DUP, un appel d’offres de concession, des études complémentaires, une procédure préalables aux travaux, des acquisitions foncières puis la réalisation durant presque 2 ans. Son coût fixé en juillet 2002 à 156,7 millions d’euros a été revu depuis à la hausse avec la privatisation partielle du projet, sans estimation précise, mais ne dépassera pas le seuil des 300 millions d’euros. 
Cet aménagement concerne l’ensemble du Chablais français, dont les communes spécifiques ont été citées dans la première phrase, et sera réalisé dans le cadre du désenclavement du Chablais, dont l’activité économique et démographique grandissante est de plus en plus freinée par son relief montagneux et sa situation enclavée.
Une enquête publique unique relative à la liaison autoroutière concédée entre Machilly et Thonon-les-Bains est organisée du 4 juin au juillet 2018.

#### Analyse des acteurs et de leur stratégie
Le département, la région, et l’État furent les acteurs financiers (à 1/3 respectivement du coût de réalisation) et décisionnaires de la première phase du projet (Chasseurs-Machilly), achevée en 2014. Concernant la suite, seul un concessionnaire privé encore inconnu financera l’intégralité de la réalisation, bien que le département finance pour sa part toutes les études préalables. Dans le cas où les recettes issues du péage seraient insuffisantes pour équilibrer les coûts de construction, une subvention d’équilibre sera reversée par le département au concessionnaire. (100 millions d'euros des impôts hautdes savoyards !)
La direction des opérations et les décisions seront assurées par le concessionnaire privé comme par les collectivités territoriales. Tous les automobilistes issus de la population locale active essentiellement, bénéficieront de l’aménagement (à condition de payer en conséquence de leur trajet sur la partie autoroutière).

#### Enjeux de l’aménagement et débats
Cet aménagement répond au besoin de déplacement de plus en plus important de la part des populations chablaisiennes, principalement pour travailler, avec les frontaliers partant pour Genève par exemple, qui participent à des migrations pendulaires et créant des embouteillages en augmentation. 
NON les pendulaires pour Genève ne prendrons pas cette autoroute car elle les envoie dans un cul-de-sac au lieu-dit « Tholomaz » qui leur ne  laissera le choix que d'aller gonfler les bouchons d'Annemasse ou de revenir sur Veigy  (pas de route adaptée ) ou à Douvaine. 
Tous ces automobilistes n’auront painsi plus besoin de traverser en grand nombre les petits villages des rives lémaniques dont les routes sont inadaptées. 
Ce projet a, comme évoqué précédemment, rencontré de nombreux problèmes. Avant sa privatisation partielle en 2014, les nuisances sonores non loin des habitations, la perturbations de nombreux cours d’eau, l’implantation de l’aménagement sur des sites animaliers protégés, furent autant de difficultés rencontrées lors de l’élaboration du projet, bien que toutes les solutions furent trouvées postérieurement pour répondre à ces problèmes.
L’aménagement a suscité des débats à ses débuts, concernant les problèmes évoqués plus haut, mais surtout depuis sa reconversion en voie autoroutière, rendant payante son utilisation, pratique de plus en plus contestée par les populations.
Ce projet, qui, comme son nom l’indique, est encore à l’état de projet, aura sûrement du mal à se mettre en place par les nombreuses difficultés tant administratives qu’économiques déjà rencontrées, mais une fois achevé atteindra ses objectifs.

#### Impacts de l’aménagement sur le territoire
Les impacts économiques seront normalement bénéfiques, la circulation dans les deux sens étant plus simple et rapide[réf. nécessaire], bien que des villages des bords du lac par lesquels les voitures ne passeront plus risquent de voir leur économie faiblir.
L’impact social d’un tel aménagement favorisera la politique d’expansion de population voulue par de nombreuses municipalités (notamment Évian) par un meilleur accès aux communes chablaisiennes, et la résolution d’un des problèmes majeurs de cette région.
L’impact environnemental est relativement important. En effet, la grande « étude d’impact » de deux cent cinquante-sept pages menée lors du premier projet en 2003, rappelle qu’une telle construction et son utilisation ne sont pas anodins. Les solutions trouvées pour répondre aux problèmes créés y sont estimées à 15,76 millions d’euros, soit près de 10 % du budget total invoqué.
En janvier 2020, diverses associations locales ainsi que la Ville de Genève ont annoncé vouloir déposer des recours juridiques contre le projet autoroutier, jugeant que le tout-routier n'est plus souhaitable à l'heure de la crise climatique, et qu'il serait plus judicieux d'investir dans la modernisation de la partie savoyarde du RER Léman Express. Des paysans et écologistes locaux se disent prêt à créer une Zone à défendre (ZAD) si le projet devait être confirmé. S'ensuit un vif débat dans la presse, les uns jugeant le projet nécessaire au désenclavement du Chablais, d'autres comme l'historien Claude Barbier, membre de la société savante savoyarde La Salévienne estiment qu'il ne peut y avoir «deux politiques des transports dans un territoire aussi petit que le Grand Genève. La politique la plus cohérente reste celle de la ville-centre, Genève, qui met l’accent sur les transports en commun.»

### Contournement deThonon-les-bains
Le 1er juillet 2008, après plusieurs années de réflexion, de concertations publiques et de débats, la voie rapide contournant l'agglomération de Thonon-les-Bains est enfin mise en service.
Cette rocade, d'une longueur de 8km de voies nouvelles, dont 2km de 2x1 voie et 6km de 2x2 voies, a été réalisé par le Département pour un coût de plus de 135 M€, dont 84 M€ financés par le Département. Au total, il aura fallu 1,5 million de m3 de terrassement ; 20 000 m3 de béton mis en œuvre ; 150 000 t de matériaux de chaussées ; 9 100 m2 de murs de soutènement jusqu’à 10m de haut ;  300 000 m3 de butte de terre anti-bruit ou anti-renversement, 4 communes concernées et 40 000 habitants directement intéressés.
À noter que celle-ci se verra complétée par une section à péage à 2x2 voies, d’une longueur de 16,5 km, entre le diffuseur d’Anthy-sur-Léman et la RD 1206 à Machilly (mise en service en 2014) en 2023. Ceci constituera ainsi un maillon essentiel du projet de désenclavement du Chablais : schéma de transport multimodal complété par l’offre ferroviaire Léman Express et le Transport à Haut Niveau de Service (THNS) longeant la RD 1005.